# Dario Franchitti

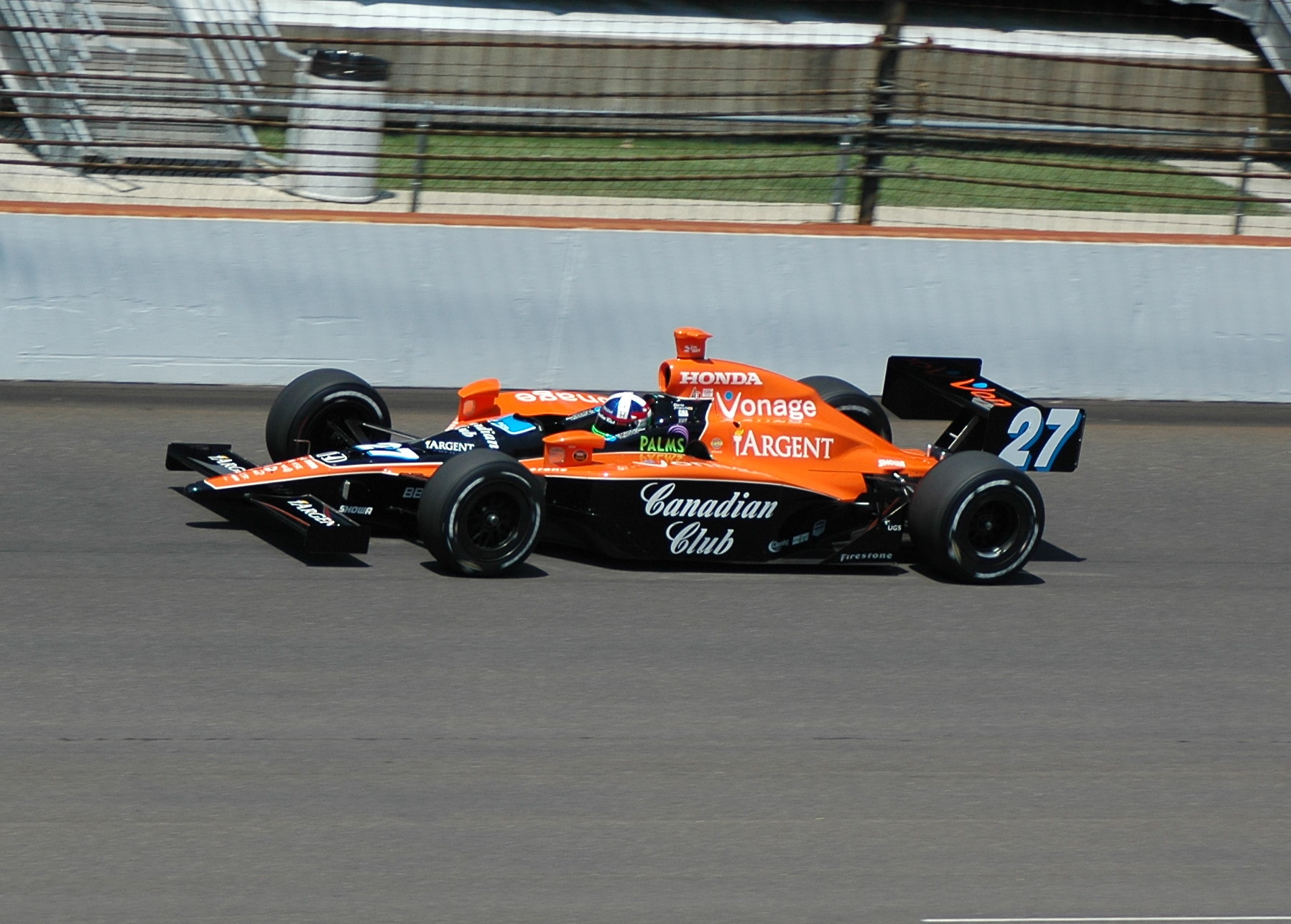
Franchitti op de Indianapolis Motor Speedway in 2007

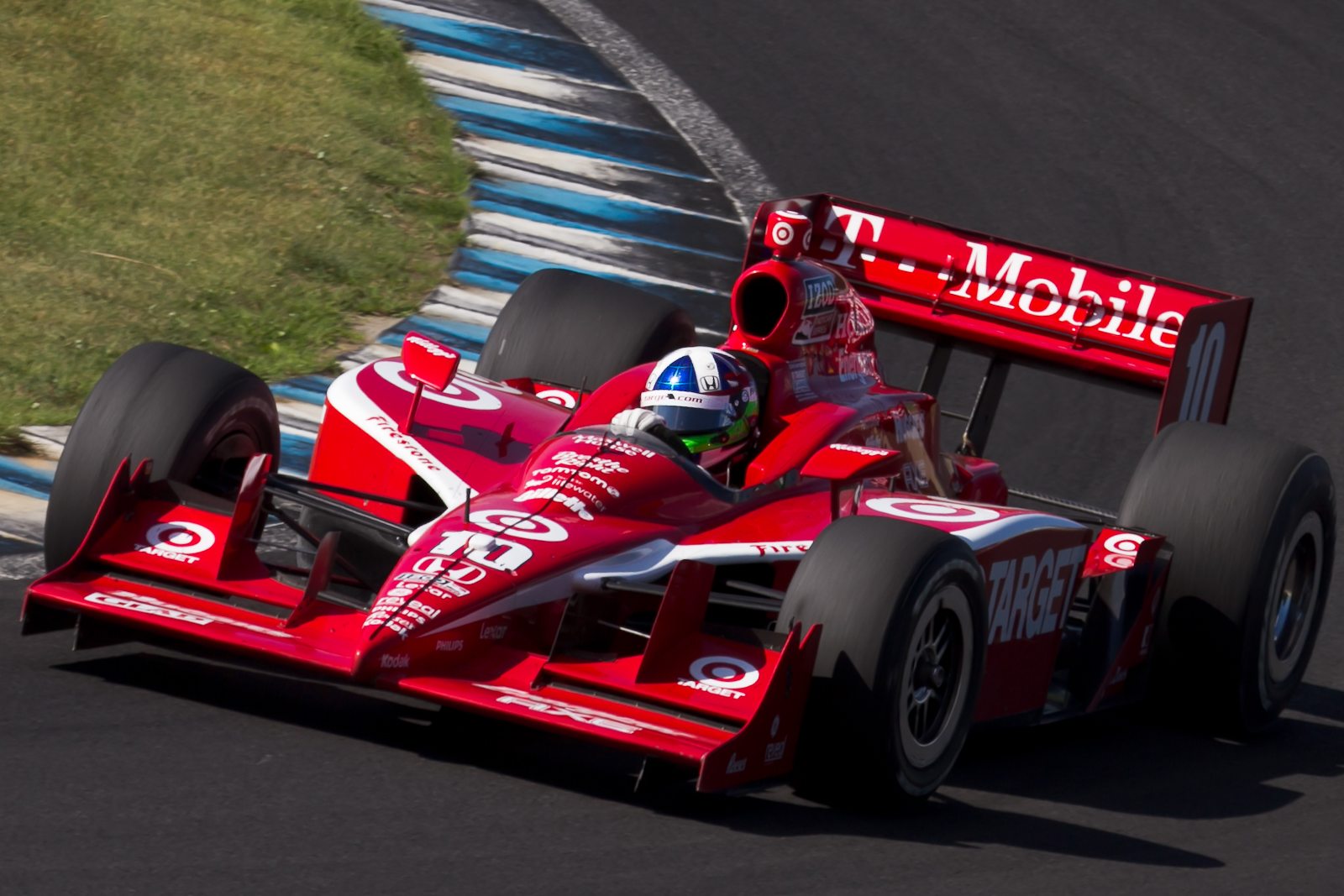
Franchitti op de Twin Ring Motegi in 2011

George "Dario" Marino Franchitti (Bathgate, 19 mei 1973) is een Schotse sportverslaggever en voormalig autocoureur van Italiaanse afkomst. Hij won de Indianapolis 500 in 2007, 2010 en 2012 en de IndyCar Series in 2007, 2009, 2010 en 2011. Op 6 oktober 2013 was Franchitti betrokken in een zware crash tijdens de IndyCar-race op het Stratencircuit Houston waarbij hij twee gebroken wervels, een gebroken enkel en een hersenschudding opliep. Een maand na het ongeluk, op 14 november, maakte hij bekend te stoppen met racen op doktersadvies. Tegenwoordig is hij actief als analist en commentator voor het Formule E kampioenschap.

## Biografie
Franchitti werd geboren in het Schotse plaatsje Bathgate en verhuisde op achtjarige leeftijd naar Whitburn, West Lothian. In 2001 huwde hij met de Amerikaanse actrice Ashley Judd. Ze wonen in Franklin, Tennessee.
In 2013 is het stel gescheiden.

## Carrière
Franchitti begon zijn carrière op jonge leeftijd in de karting, waar hij meerdere titels won. In 1991 reed hij het Formula Vauxhall Junior kampioenschap en een jaar later stapte hij over naar het Formula Vauxhall Lotus kampioenschap en eindigde op de vierde plaats in de eindstand. In 1993 won hij dat kampioenschap. In 1994 reed hij in het Britse Formule 3-kampioenschap. Hij won dat jaar een race en eindigde op de vierde plaats van het kampioenschap. Een jaar later reed hij het Deutsche Tourenwagen Masters kampioenschap en het aanverwante International Touring Car Championship voor Mercedes-AMG, waar hij respectievelijk als vijfde en derde eindigde in de stand. In 1996 werd hij vierde in het ITC kampioenschap. Na een grote crash in Houston 2013, heeft hij op 14 november 2013 aangekondigd dat hij per direct zijn racecarrière beëindigt, stopt met racen in de IndyCar klasse en ook niet actief zal zijn in andere race klassen. Wel heeft hij aangekondigd dat hij langs het circuit en bij Target Chip Ganassi werkzaam zou willen blijven.

### Champ Car
In 1997 ging hij rijden in het Amerikaanse Champ Car kampioenschap. Dat eerste jaar voor Hogan Racing. Het volgende jaar komt hij uit voor Team Green, het latere Andretti Green Racing. Hij won dat jaar op Road America en op de stratencircuits van Vancouver en Houston en eindigde op de derde plaats in het kampioenschap. In 1999 won hij opnieuw drie races en eindigde met evenveel punten als Juan Pablo Montoya, maar deze laatste werd als kampioen uitgeroepen omdat hij meer races gewonnen had dan Franchitti. In totaal reed Franchitti vijf seizoenen voor Team Green in de Champ Car Series en won in totaal tien races.

### IndyCar Series
In 2003 maakte hij samen met het team de overstap naar de IndyCar Series, maar reed dat jaar erg weinig races wegens een opgelopen kwetsuur die hij in zijn vakantie had opgelopen tijdens het motorrijden. Het volgende jaar reed hij een volledig seizoen en won de races op de Milwaukee Mile en de Pikes Peak International Raceway. Ook in 2005 won hij twee races. In 2006 won hij niet en was een tweede plaats op de Infineon Raceway zijn beste resultaat. Tijdens het seizoen van 2007 won hij de belangrijkste race van het jaar, de Indianapolis 500. Later dat jaar won hij ook op de Iowa Speedway, de Richmond International Raceway en de laatste race van het seizoen op de Chicagoland Speedway waar hij de kampioenstitel won. In 2008 maakte hij de overstap naar de Nascar maar keerde een jaar later terug naar de IndyCar Series en ging racen voor Chip Ganassi Racing. Hij won in Long Beach, op de Iowa Speedway, in Toronto, op de Infineon Raceway en op de Homestead-Miami Speedway, de laatste race van het seizoen waar hij zijn tweede IndyCar titel won. In 2010 won hij de titel een derde keer na overwinningen op de Mid-Ohio Sports Car Course en de Chicagoland Speedway nadat hij eerder dat jaar de Indianapolis 500 voor de tweede keer in zijn carrière had gewonnen. In 2011 won hij de titel een vierde keer na overwinningen in Saint Petersburg, Texas, Milwaukee en Toronto.

### 24 uur van Daytona
In 2008 won hij met co-rijders Juan Pablo Montoya, Scott Pruett en Memo Rojas de 24 uur van Daytona.

## Resultaten

### Champ Car resultaten
(aantal gereden races, aantal maal in de top 5 van een race, eindpositie kampioenschap en punten)
| Jaar | Races | 1ste | 2de | 3de | 4de | 5de | Rang | Ptn |
| ---- | ----- | ---- | --- | --- | --- | --- | ---- | --- |
| 1997 | 16    | -    | -   | -   | -   | -   | 20   | 10  |
| 1998 | 19    | 3    | 2   | 1   | 3   | -   | 3    | 160 |
| 1999 | 20    | 3    | 4   | 4   | -   | 1   | 2    | 212 |
| 2000 | 20    | -    | 2   | 2   | 1   | -   | 13   | 92  |
| 2001 | 20    | 1    | 3   | -   | -   | -   | 7    | 105 |
| 2002 | 19    | 3    | 1   | 3   | -   | 1   | 4    | 148 |

### IndyCar Series resultaten
(aantal gereden races, aantal maal in de top 5 van een race, eindpositie kampioenschap en punten)
| Jaar | Races | 1ste | 2de | 3de | 4de | 5de | Rang | Ptn |
| ---- | ----- | ---- | --- | --- | --- | --- | ---- | --- |
| 2002 | 1     | -    | -   | -   | -   | -   | 44   | 11  |
| 2003 | 3     | -    | -   | -   | 1   | -   | 25   | 72  |
| 2004 | 16    | 2    | 1   | 1   | 1   | -   | 6    | 409 |
| 2005 | 17    | 2    | 2   | 2   | 2   | -   | 4    | 498 |
| 2006 | 13    | -    | 1   | 1   | 1   | -   | 8    | 311 |
| 2007 | 17    | 4    | 4   | 3   | 1   | 1   | 1    | 637 |
| 2008 | 1     | -    | -   | -   | -   | -   | N/C  | -   |
| 2009 | 17    | 5    | 2   | 2   | 2   | 2   | 1    | 616 |
| 2010 | 17    | 3    | 3   | 4   | 0   | 3   | 1    | 602 |
| 2011 | 17    | 4    | 2   | 3   | 3   | 1   | 1    | 573 |
| 2012 | 15    | 1    | 2   | 1   | -   | 1   | 7    | 363 |
| 2013 | 18    | -    | -   | 4   | 2   | 1   | 10   | 418 |

### Resultaten Indianapolis 500
| Jaar | Chassis | Motor     | Start | Finish | Team                  |
| ---- | ------- | --------- | ----- | ------ | --------------------- |
| 2002 | Dallara | Chevrolet | 28    | 19     | Team Green            |
| 2004 | Dallara | Honda     | 3     | 14     | Andretti Green Racing |
| 2005 | Dallara | Honda     | 6     | 6      | Andretti Green Racing |
| 2006 | Dallara | Honda     | 17    | 7      | Andretti Green Racing |
| 2007 | Dallara | Honda     | 3     | 1      | Andretti Green Racing |
| 2009 | Dallara | Honda     | 3     | 7      | Chip Ganassi Racing   |
| 2010 | Dallara | Honda     | 3     | 1      | Chip Ganassi Racing   |
| 2011 | Dallara | Honda     | 9     | 12     | Chip Ganassi Racing   |
| 2012 | Dallara | Honda     | 16    | 1      | Chip Ganassi Racing   |
| 2013 | Dallara | Honda     | 17    | 23     | Chip Ganassi Racing   |